# إسحاق (بابا الإسكندرية)
إسحاق (إسحٰق) أو إيساك، بابا الإسكندرية وبطريرك الكرازة المرقسية للأقباط الأرثوذكس رقم 41. أصله من برج البرلس، وأقام بطريركاً سنتان و10 أشهر ويومان، في الفترة من 3 يناير عام 690 حتى 5 نوفمبر عام 692 م، وتوفي.